# トロールズ (シリーズ)
『トロールズ』は、ドリームワークス・アニメーションが製作したアメリカ合衆国の3Dコンピュータアニメーションシリーズである。トーマス・ダムのトロール・ドールが基になっている。

## 作品

### 映画

#### トロールズ（2016年）
『トロールズ』（Trolls）は、2016年に公開されたアメリカ合衆国の3Dコンピュータアニメーション・ミュージカル・コメディ映画でドリームワークス・アニメーションの33作目の作品となる。マイク・ミッチェルが監督を務め、ジョナサン・エイベルとグレン・バーガーが脚本を担当した。イギリスでは2016年10月8日にロンドン映画祭で上映され、ブラジルでは10月27日、アメリカ合衆国では11月4日に公開された。日本では劇場未公開だったが、2017年8月2日にBlu-ray Disc・DVDが発売された。日本では、全世界に先行して『ボス・ベイビー』以降のドリームワークス・アニメーション作品をユニバーサル映画として東宝東和が配給するため、日本の20世紀フォックスが関わるドリームワークス作品は本作が最後となった。主題歌「キャント・ストップ・ザ・フィーリング!」は第89回アカデミー賞歌曲賞にノミネートされた。

#### トロールズ ミュージック★パワー（2020年）
『トロールズ ミュージック★パワー』（Trolls World Tour）は、2020年に公開されたアメリカ合衆国の3Dコンピュータアニメーション・ジュークボックス・ミュージカル・コメディ映画。ウォルト・ドーンが監督を務め、ジョナサン・エイベルとグレン・バーガー、マヤ・フォーブス、ウォレス・ウォロダースキー、エリザベス・ティペットが脚本を担当した。前作とは異なり、本作は東宝東和/ギャガ制作の日本語吹替の都合により、声優が一新された。

### テレビシリーズ

#### トロールズ☆ (2005年)
2005年10月から11月まで放送されたテレビシリーズ。日本では2006年4月7日からニコロデオンで放送された。

#### トロールズ: シング・ダンス・ハグ!（2018年-2019年）
『トロールズ: シング・ダンス・ハグ!』（Trolls: The Beat Goes On!）は、2018年より放送が開始されたアメリカ合衆国のウェブアニメ・テレビシリーズ。1月19日よりNetflixでアメリカ、カナダ、中南米、イギリス、アイルランド、オーストラリア、ニュージーランド、北欧、ベネルクス、フランスで独占配信が開始された。日本では2018年10月から2019年10月までテレビ東京系列で放送された。

#### トロールズ: トロールズトピア（2020年）
2020年1月17日、ドリームワークス・アニメーションはトロールズの新たなテレビシリーズ『トロールズ: トロールズトピア』（Trolls: TrollsTopia）をHuluとピーコックの両方で独占配信することを発表した。当初、2020年後半に公開される予定だった。新型コロナウイルス感染症の世界的流行の影響でピーコックの当初のリリーススケジュールに影響が出たため、本シリーズを含めて予定されていたオリジナルの多くが延期となった。Huluは延期の発表をしておらず、予定通りシリーズをリリースするとしていた。後にシリーズの配信日は11月19日に決定した。

### テレビスペシャル

#### トロールズ: みんなのハッピーホリデー!（2017年）
『トロールズ: みんなのハッピーホリデー!』（Trolls Holiday）は、NBCで2017年11月24日に放送された30分のクリスマススペシャル。ジョエル・クローフォードが監督を務めた。

## キャスト
| キャラクター                           | キャスト                                   | キャスト                                                | キャスト                          | キャスト                         | キャスト                                   |
| キャラクター                           | 映画                                       | 映画                                                    | テレビシリーズ                    | テレビシリーズ                   | テレビスペシャル                           |
| キャラクター                           | トロールズ                                 | トロールズ ミュージック★パワー                          | トロールズ: シング・ダンス・ハグ! | トロールズ: トロールズトピア     | トロールズ: みんなのハッピーホリデー!      |
| -------------------------------------- | ------------------------------------------ | ------------------------------------------------------- | --------------------------------- | -------------------------------- | ------------------------------------------ |
| ポピー（Poppy）                        | アナ・ケンドリック                         | アナ・ケンドリック                                      | アマンダ・レイトン                | アマンダ・レイトン               | アナ・ケンドリック                         |
| ポピー（Poppy）                        | 清水理沙                                   | 上白石萌音                                              | 清水理沙                          |                                  |                                            |
| ブランチ（Branch）                     | ジャスティン・ティンバーレイク             | ジャスティン・ティンバーレイク                          | スカイラー・アスティン            | スカイラー・アスティン           | ジャスティン・ティンバーレイク             |
| ブランチ（Branch）                     | KENN                                       | ウエンツ瑛士                                            | KENN                              |                                  |                                            |
| グリッスルJr.（King Gristle Jr.）      | クリストファー・ミンツ＝プラッセ           |                                                         | サム・ラーナー                    |                                  | クリストファー・ミンツ＝プラッセ           |
| グリッスルJr.（King Gristle Jr.）      | 西谷修一                                   |                                                         | 西谷修一                          |                                  |                                            |
| ブリジット（Bridget）                  | ズーイー・デシャネル                       | ズーイー・デシャネル                                    | カリ・ウォールグレン              |                                  | ズーイー・デシャネル                       |
| ブリジット（Bridget）                  | まつだ志緒理                               |                                                         | まつだ志緒理                      |                                  |                                            |
| ビギー（Biggie）                       | ジェームズ・コーデン                       | ジェームズ・コーデン                                    | デイビット・フィン                | デイビット・フィン               | ジェームズ・コーデン                       |
| ビギー（Biggie）                       | かぬか光明                                 | 新垣樽助                                                | かぬか光明                        |                                  |                                            |
| クーパー（Cooper）                     | クリス・ラッタ                             | クリス・ラッタ                                          | デイビット・ホルト                | デイビット・ホルト               | クリス・ラッタ                             |
| クーパー（Cooper）                     | 濱野大輝                                   | 宮野真守                                                | 濱野大輝                          |                                  |                                            |
| ガイ・ダイヤモンド（Guy Diamond）      | クナル・ネイヤー                           | クナル・ネイヤー                                        | シーン・T・クリシュナン           | シーン・T・クリシュナン          | クナル・ネイヤー                           |
| ガイ・ダイヤモンド（Guy Diamond）      | 佐藤せつじ                                 | 斉藤壮馬                                                | 佐藤せつじ                        |                                  |                                            |
| シェニール（Chenille）                 | キャロライン・ヒェルト（アイコナ・ポップ） | キャロライン・ヒェルト（アイコナ・ポップ）              | フライダ・ウォルフ                | フライダ・ウォルフ               | キャロライン・ヒェルト（アイコナ・ポップ） |
| シェニール（Chenille）                 | 堀井千砂                                   | 平田裕香                                                | 堀井千砂                          |                                  |                                            |
| サテン（Satin）                        | アイノ・ジャウォ（アイコナ・ポップ）       | アイノ・ジャウォ（アイコナ・ポップ）                    | フライダ・ウォルフ                | フライダ・ウォルフ               | アイノ・ジャウォ（アイコナ・ポップ）       |
| サテン（Satin）                        | 堀井千砂                                   | 平田裕香                                                | 堀井千砂                          |                                  |                                            |
| スミッジ（Smidge）                     | ウォルト・ドーン                           | ウォルト・ドーン                                        | ケビン・マイケル・リチャードソン  | ケビン・マイケル・リチャードソン | ウォルト・ドーン                           |
| スミッジ（Smidge）                     | 中務貴幸                                   |                                                         | 中務貴幸                          |                                  |                                            |
| ミスター・ディンクルス（Mr. Dinkles）  | ウォルト・ドーン                           | ケビン・マイケル・リチャードソン ウォルト・ドーン（歌） | デイビット・フィン                | デイビット・フィン               | ケビン・マイケル・リチャードソン           |
| ミスター・ディンクルス（Mr. Dinkles）  | 増元拓也                                   | 真木駿一                                                | 増元拓也                          |                                  |                                            |
| クラウド・ガイ（Cloud Guy）            | ウォルト・ドーン                           | ウォルト・ドーン                                        | ウォルト・ドーン                  | ウォルト・ドーン                 | ウォルト・ドーン                           |
| クラウド・ガイ（Cloud Guy）            | 武内駿輔                                   | 亜生（ミキ）                                            | 武内駿輔                          |                                  |                                            |
| クリーク（Creek）                      | ジミー・ヒバート                           |                                                         | ジミー・ヒバート                  | ジミー・ヒバート                 |                                            |
| クリーク（Creek）                      | 古川慎                                     |                                                         | 古川慎                            | 古川慎                           |                                            |
| ペピー（King Peppy）                   | ジェフリー・タンバー                       | ウォルト・ドーン                                        | デビッド・ケイ                    | デビッド・ケイ                   |                                            |
| ペピー（King Peppy）                   | 楠見尚己                                   | 茶風林                                                  | 楠見尚己                          | 楠見尚己                         |                                            |
| DJ・スキ（DJ Suki）                    | グウェン・ステファニー                     |                                                         | フライダ・ウォルフ                | フライダ・ウォルフ               |                                            |
| DJ・スキ（DJ Suki）                    | 西川舞                                     |                                                         | 西川舞                            | 西川舞                           |                                            |
| バーブ（Barb）                         |                                            | レイチェル・ブルーム                                    |                                   |                                  |                                            |
| バーブ（Barb）                         | 仲里依紗                                   |                                                         |                                   |                                  |                                            |
| ヒッコリー（Hickory）                  |                                            | サム・ロックウェル                                      |                                   |                                  |                                            |
| ヒッコリー（Hickory）                  | 平田広明                                   |                                                         |                                   |                                  |                                            |
| プリンスD（Prince D）                  |                                            | アンダーソン・パーク                                    |                                   |                                  |                                            |
| プリンスD（Prince D）                  | 吉野裕行                                   |                                                         |                                   |                                  |                                            |
| デルタ・ドーン（Delta Dawn）           |                                            | ケリー・クラークソン                                    |                                   |                                  |                                            |
| デルタ・ドーン（Delta Dawn）           | 松本梨香                                   |                                                         |                                   |                                  |                                            |
| エッセンス女王（Queen Essence）        |                                            | メアリー・J. ブライジ                                   |                                   |                                  |                                            |
| エッセンス女王（Queen Essence）        | きそひろこ                                 |                                                         |                                   |                                  |                                            |
| クインシー王（King Quincy）            |                                            | ジョージ・クリントン                                    |                                   |                                  |                                            |
| クインシー王（King Quincy）            | 宝亀克寿                                   |                                                         |                                   |                                  |                                            |
| トロレックス（King Trollex）           |                                            | アンソニー・ラモス                                      |                                   |                                  |                                            |
| トロレックス（King Trollex）           | 関智一                                     |                                                         |                                   |                                  |                                            |
| タイニー・ダイヤモンド（Tiny Diamond） |                                            | キーナン・トンプソン                                    |                                   |                                  |                                            |
| タイニー・ダイヤモンド（Tiny Diamond） | 木村昴                                     |                                                         |                                   |                                  |                                            |
| リフ（Riff）                           |                                            | カラン・ソーニ                                          |                                   |                                  |                                            |
| リフ（Riff）                           | 近松孝丞                                   |                                                         |                                   |                                  |                                            |

## スタッフ
| 役職           | スタッフ                               | スタッフ | スタッフ                                              | スタッフ                     | スタッフ                                             |
| 役職           | 映画                                   | 映画 | テレビシリーズ                                        | テレビシリーズ               | テレビスペシャル                                     |
| 役職           | トロールズ                             | トロールズ ミュージック★パワー                                                                               | トロールズ: シング・ダンス・ハグ!                     | トロールズ: トロールズトピア | トロールズ: みんなのハッピーホリデー!                |
| -------------- | -------------------------------------- | --- | ----------------------------------------------------- | ---------------------------- | ---------------------------------------------------- |
| プロデューサー | ジーナ・シェイ                         | ジーナ・シェイ                                                                                               |                                                       |                              | マイク・ミッチェル、ウォルト・ドーン、ジーナ・シェイ |
| 監督           | マイク・ミッチェル                     | ウォルト・ドーン                                                                                             |                                                       |                              | ジョエル・クローフォード                             |
| 脚本           | ジョナサン・エイベルとグレン・バーガー | ジョナサン・エイベルとグレン・バーガー、マヤ・フォーブス、ウォレス・ウォロダースキー、エリザベス・ティペット |                                                       |                              | ジョッシュ・ビセル、ジョナサン・フェナー             |
| 演出           |                                        | | マシュー・ビーンズ、フランク・モリエリ                |                              |                                                      |
| 編集           | ニック・フレッチャー                   | ニック・フレッチャー                                                                                         |                                                       |                              |                                                      |
| 撮影監督       | ヨン・ドゥク・ジューン                 | |                                                       |                              |                                                      |
| 作曲           | クリストフ・ベック                     | セオドア・シャピロ                                                                                           | アレックス・ゲリンガス、アラナ・ダ・フォンセカ        |                              | ジェフ・モロー                                       |
| 制作           | ドリームワークス・アニメーション       | ドリームワークス・アニメーション                                                                             | ドリームワークス・テレビジョン                        |                              | ドリームワークス・アニメーション                     |
| 配給           | 20世紀スタジオ                         | ユニバーサル・スタジオ                                                                                       | NBCユニバーサル・テレビジョン&ストリーミング、Netflix |                              | NBCユニバーサル・テレビジョン&ストリーミング         |
| ネットワーク   |                                        | | Netflix                                               |                              | NBC                                                  |
| 時間           | 1時間33分                              | 1時間34分 | 22分 / 1話                                            |                              | 30分                                                 |

## 評価

### 興行収入
|            | 国         | 映画作品                       | 映画作品     | 合計         | 脚注                    |
| トロールズ | 国         | トロールズ ミュージック★パワー |              | 合計         | 脚注                    |
| ---------- | ---------- | ------------------------------ | ------------ | ------------ | ----------------------- |
| 興行収入   | 北アメリカ | $153,707,064                   | N/A          | $153,707,064 | [ 6 ] [ 7 ] [ 8 ] [ 9 ] |
| 興行収入   | その他     | $193,157,398                   | $4,017,371   | $197,174,769 | [ 6 ] [ 7 ] [ 8 ] [ 9 ] |
| 興行収入   | 世界各国   | $346,864,462                   | $4,017,371   | $350,881,833 | [ 6 ] [ 7 ] [ 8 ] [ 9 ] |
| ランキング | 北アメリカ | #361                           | #6,006       |              | [ 6 ] [ 7 ] [ 8 ] [ 9 ] |
| ランキング | 世界各国   | #404                           | #9,532       |              | [ 6 ] [ 7 ] [ 8 ] [ 9 ] |
| 製作費     | 製作費     | $125,000,000                   | $110,000,000 | $235,000,000 | [ 6 ] [ 7 ] [ 8 ] [ 9 ] |